# Place Slavik
La place Slavik est une place située dans le 8e arrondissement de Paris, en France.

## Situation et accès
La place est située au croisement de l'avenue Marceau, de la rue Vernet et de la rue de Presbourg.

## Origine du nom
La place porte le nom de Slavik (1920-2014), décorateur et designer français.

## Historique
Par délibération du 13 février 2025, la voie prend la dénomination de « Place Slavik ».